# Camillo Gargano
Camillo Gargano (Ferrária, 30 de janeiro de 1942 — Lille, 22 de julho de 1999) foi um velejador italiano, medalhista olímpico. Ele competiu nos Jogos Olímpicos de Verão de 1968 na classe Star e conquistou a medalha de bronze, tendo totalizado 59.7 pontos nas sete regatas disputadas, ao lado de Franco Cavallo.